# Carrier Corporation
Carrier Corporation je americká firma se sídlem ve Farmingtonu v Connecticutu, zabývající se výrobou klimatizačních, chladicích systémů a systémů vytápění pro průmysl i domácnosti. Firma je součástí koncernu UTC. Založena byla v roce 1902 W. Carrierem, který vynalezl první moderní klimatizaci.
Carrier expandoval v roce 1907 s prvními výrobky do Japonska. V současnosti zaměstnává společnost ve více než 171 zemích celého světa 45 000 lidí.